# Монстр Тарского
Монстр Тарского —  бесконечная группа, каждая нетривиальная подгруппа которой является циклической группой фиксированного простого порядка. 
Названа в честь Альфреда Тарского.
Существование монстров Тарского было доказано Ольшанским в 1979 году. 
Они являются источником контрпримеров  в теории групп, например к задаче Бернсайда и гипотезе фон Неймана.

## Определение
Пусть {\displaystyle p} — фиксированное простое число. 
Бесконечная группа {\displaystyle G} называется монстром Тарского для {\displaystyle p}, если все собственные подгруппы (то есть все подгруппы, кроме тривиальной {\displaystyle \{1\}} и {\displaystyle G}) имеют по {\displaystyle p} элементов.

## Свойства
- Монстр Тарского конечно порождён. 
  - Более того, он порождается любыми двумя некоммутирующими элементами.
- Монстр Тарского —  простая группа.
- По построению Ольшанского существует континуум неизоморфных монстров Тарского для каждого простого числа {\displaystyle p>10^{75}}.